# جانگ جونگ
جانگ جونگ (انگلیسی: Zhang Zhong؛ زادهٔ ۵ سپتامبر ۱۹۷۸) شطرنج‌باز اهل سنگاپور است.